# Agostino Depretis
Agostino Depretis (n. 31 ianuarie 1813, Cava Manara, Lombardia, Italia – d. 29 iulie 1887, Stradella, Lombardia, Regatul Italiei) a fost un politician italian. A fost prim-ministru al Italiei pentru mai multe perioade între 1876 și 1887 și a fost liderul grupului parlamentar al Stângii istorice timp de mai bine de un deceniu. El este al patrulea cel mai longeviv prim-ministru din istoria Italiei, după Benito Mussolini, Giovanni Giolitti și Silvio Berlusconi. Depretis este considerat unul dintre cei mai puternici și importanți politicieni din istoria Italiei.
A fost un maestru în arta politică trasformismo, metoda de a crea o coaliție de guvernare flexibilă, centristă care izola extremele de stânga și de dreapta în politica italiană după unificare.

## Viața timpurie și unificarea Italiei
Depretis s-a născut la Bressana Bottarone, lângă Stradella, care la acea vreme era o provincie a Imperiului Francez al lui Napoleon și acum se află în provincia Pavia, Lombardia. După înfrângerea lui Napoleon și restaurarea Regatului Sardiniei, Depretis a absolvit dreptul și a început să lucreze ca avocat.
De la începutul vieții adulte a fost un discipol al lui Giuseppe Mazzini și a fost afiliat al mișcării La Giovine Italia. El a luat parte activ la conspirațiile lui Mazzini și a fost aproape capturat de austrieci în timp ce introducea arme de contrabandă în Milano. Ales deputat în 1848, a intrat în Stânga Istorică și a fondat ziarul Il Diritto, dar nu a deținut funcții politice.

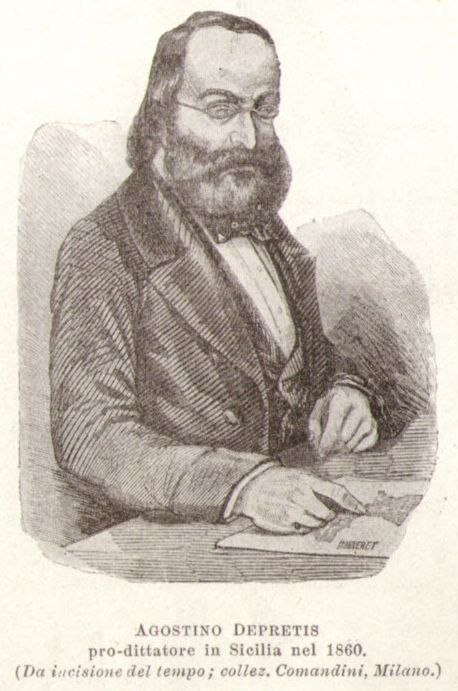
Agostino Depretis în 1860

În aceeași perioadă s-a opus ferm politicilor prim-ministrului piemontez Camillo Benso di Cavour și a votat împotriva principalelor reforme pe care acesta le-a prezentat inclusiv proiectul de lege privind participarea piemontezilor la războiul din Crimeea. În ciuda disputelor lor, după anexarea Lombardiei de către Regatul Sardiniei în 1859, Cavour l-a numit pe Depretis guvernator al Bresciei.
În 1860, Giuseppe Garibaldi a navigat cu Expediția celor o Mie către Sicilia. Expediția a fost formată din corpuri de voluntari conduse de Garibaldi pentru a cuceri Regatul celor Două Sicilii, condus de Bourboni. Proiectul a fost o aventură ambițioasă și riscantă care urmărea cucerirea, cu o mie de oameni, a unui regat cu o armată regulată mai mare și o flotă mai puternică. Expediția a fost un succes și s-a încheiat cu un plebiscit care a adus Napoli și Sicilia în Regatul Sardiniei, ultima cucerire teritorială înainte de crearea Regatului Italiei la 17 martie 1861.
Inițiativa pe mare a fost singura acțiune dorită și decisă în comun de „cei patru părinți ai națiunii” Giuseppe Mazzini, Giuseppe Garibaldi, Victor Emmanuel al II-lea și Camillo Cavour, care urmăreau obiective divergente. Diferitele grupuri au participat la expediție dintr-o varietate de motive: pentru Garibaldi a fost de a realiza o Italia unită; pentru burghezia siciliană - o Sicilia independentă ca parte a regatului Italiei, iar pentru masa fermierilor - distribuirea pământului și sfârșitul opresiunii.
În 1860 Depretis a plecat în Sicilia cu o misiune de conciliere a politicii lui Cavour, care dorea încorporarea imediată a insulei în Regatul Italiei, cu cea a lui Garibaldi, care dorea să amâne plebiscitul sicilian până după eliberarea orașelor Napoli și Roma. Depretis l-a înlocuit pe apropiatul consilier al lui Garibaldi Francesco Crispi ca pro-dictator (prodittatore) al Siciliei în timpul guvernării dictatoriale; cu toate acestea el a eșuat în încercarea sa de a-i convinge pe Garibaldi și pe tovarășii săi de ideea de a încorpora imediat Sicilia în noul regat italian și a demisionat în septembrie 1860.

## La guvernare

### Ministrul Lucrărilor Publice
După moartea lui Cavour, regele Victor Emmanuel al II-lea a dat sarcina de a forma un nou guvern mai întâi lui Bettino Ricasoli și apoi lui Urbano Rattazzi; Rattazzi a fost liderul stângii și a creat un cabinet compus din ambele grupuri politice. La 3 martie 1862 Depretis a fost numit Ministru al Lucrărilor Publice și a servit ca intermediar în aranjamentele cu Garibaldi.
Cu toate acestea, în august 1862, Armata Regală Italiană a învins armata de voluntari a lui Garibaldi care mărșăluia din Sicilia către Roma, Armata Regală având intenția de a anexa Sicilia la Regatul Italiei. În bătălia care a avut loc la câțiva kilometri de Gambarie Garibaldi a fost rănit și luat prizonier. Politica de represiune a lui Rattazzi față de Garibaldi la Aspromonte a provocat multe proteste publice, iar prim-ministrul a fost forțat să demisioneze în septembrie 1862. 
În plus, Francesco Crispi l-a acuzat pe Depretis că a organizat revoltele mazziniene la Sarnico în mai 1862 pentru a-l discredita pe Garibaldi. Așadar, după căderea guvernului Rattazzi, a fost ușor de prezis sfârșitul carierei politice a lui Depretis când Crispi a fost ales lider al stângii. Depretis a stat departe în timpul legislaturii a VIII-a (1863–65), dar a participat cu regularitate la lucrările parlamentare, intervenind în privința legilor de unificare administrativă și declarându-se ostil regionalismului. A fost deosebit de activ în campania electorală din 1865, iar la începutul legislaturii a IX-a a fost ales vicepreședinte al Camerei Deputaților.

### Ministru al Marinei
În 1866, în așteptarea războiului cu Imperiul Austriac și după semnarea alianței italo-prusace, Ricasoli a fost numit prim-ministru de către rege în locul generalului Alfonso Ferrero La Marmora, care avea să conducă trupele italiene în timpul războiului. Regele dorea să înființeze un guvern de „conciliere națională” care să includă membri atât de dreapta cât și de stânga.

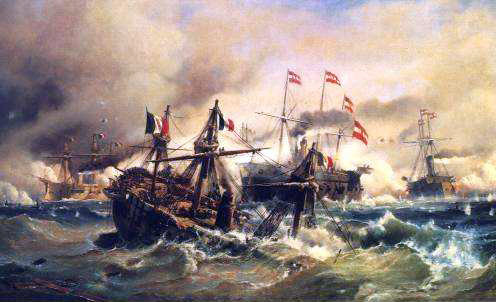
Bătălia de la Lissa în 1866

La 20 iunie Depretis a fost numit ministru al Marinei, iar în aceeași zi a început al treilea război italian de independență. După înfrângerea Italiei în bătălia de la Custoza Depretis a insistat cu amiralul Carlo Persano asupra atacului împotriva insulei Lissa, ca o răzbunare pentru Custoza. Dar a refuzat să-i dea amiralului Persano ordine detaliate despre expediția în Marea Adriatică împotriva flotei conduse de Wilhelm von Tegetthoff. Totuși Marina Regală Italiană a fost învinsă cu răsunet. Pentru a înăbuși indignarea publică după cele două înfrângeri, Depretis a cerut un proces pentru Persano, care a fost judecat de Senatul italian, condamnat pentru incompetență în 1867 și eliberat din datoria militară. Cu toate acestea războiul s-a încheiat cu o înfrângere austriacă, Austria cedând regiunea Veneția Italiei. Dobândirea de către Italia a acestui teritoriu bogat și populat a reprezentat un pas major în procesul de unificare a Italiei.
La 17 februarie 1867 Depretis a demisionat din funcția de ministru al Marinei. Mandatul său ca ministru a fost destul de controversat, apologeții săi susțin totuși că, în calitate de civil fără experiență, nu ar fi putut face schimbări bruște în aranjamentele navale fără a dezorganiza flota și că, având în vedere ostilitățile iminente, el a fost obligat să accepte dispozițiile predecesorilor săi.

## Liderul Stângii

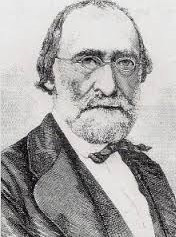
Depretis în timpul anilor 1870

La 17 februarie 1867 Depretis a fost numit ministru de finanțe în al doilea cabinet al lui Ricasoli; totuși, după câteva luni - pe 10 aprilie, Ricasoli a demisionat și Depretis a revenit la a fi un simplu deputat.
La moartea lui Rattazzi în 1873 Depretis a devenit lider al stângii. La 25 iunie 1873 guvernul conservator al lui Giovanni Lanza a căzut, învins de un vot care a adus laolaltă stânga moderată a lui Depretis unită cu o mare parte a dreptei, nemaifiind în sprijinul ministrului de finanțe Quintino Sella; și chiar Sella a abandonat propunerea unei noi înăspriri fiscale pentru a realiza un buget echilibrat. Victor Emmanuel al II-lea i-a cerut apoi conservatorului Marco Minghetti să formeze un nou guvern, invitându-l să includă și membri din stânga. Minghetti a acceptat sugestia, dar eforturile lui de a cădea de acord cu Depretis au fost zadarnice.
Minghetti și Sella au fost implicați într-un program de buget ambițios care avea nevoie de o majoritate puternică, majoritate pentru care au încercat să-i oblige pe independenți să-și aleagă partea, începând să construiască un sistem bipartid ca în Regatul Unit. Cu toate acestea, în sistemul politic italian apartizan, foarte afectat de localism și de corupție, pariul lor a fost echivalent cu o implicare totală, pariu pe care ulterior l-au pierdut.
Alegerile din 1874 nu i-au oferit lui Minghetti avantajul pe care îl spera, în special din cauza sprijinului ridicat al opoziției lui Depretis în sudul Italiei. Guvernul lui Minghetti a supraviețuit, dar bipolarizarea Parlamentului pe care o impusese a întărit Stânga pentru ca aceasta să poată prelua conducerea țării. Doi ani mai târziu parlamentarii din Toscana au devenit nemulțumiți de guvern după ce acesta a refuzat să intervină în problemele financiare ale Florenței. Guvernul a fost învins la un vot privind naționalizarea căilor ferate la 18 martie 1876, iar Minghetti a fost forțat să demisioneze. Drept urmare Depretis a devenit prim-ministru, 414 din cei 508 parlamentari susținând guvernul. Căderea cabinetului lui Minghetti a fost numită, de comentatorii politici, „revoluția parlamentară”.

## Prim-ministru al Italiei

### Prima perioadă

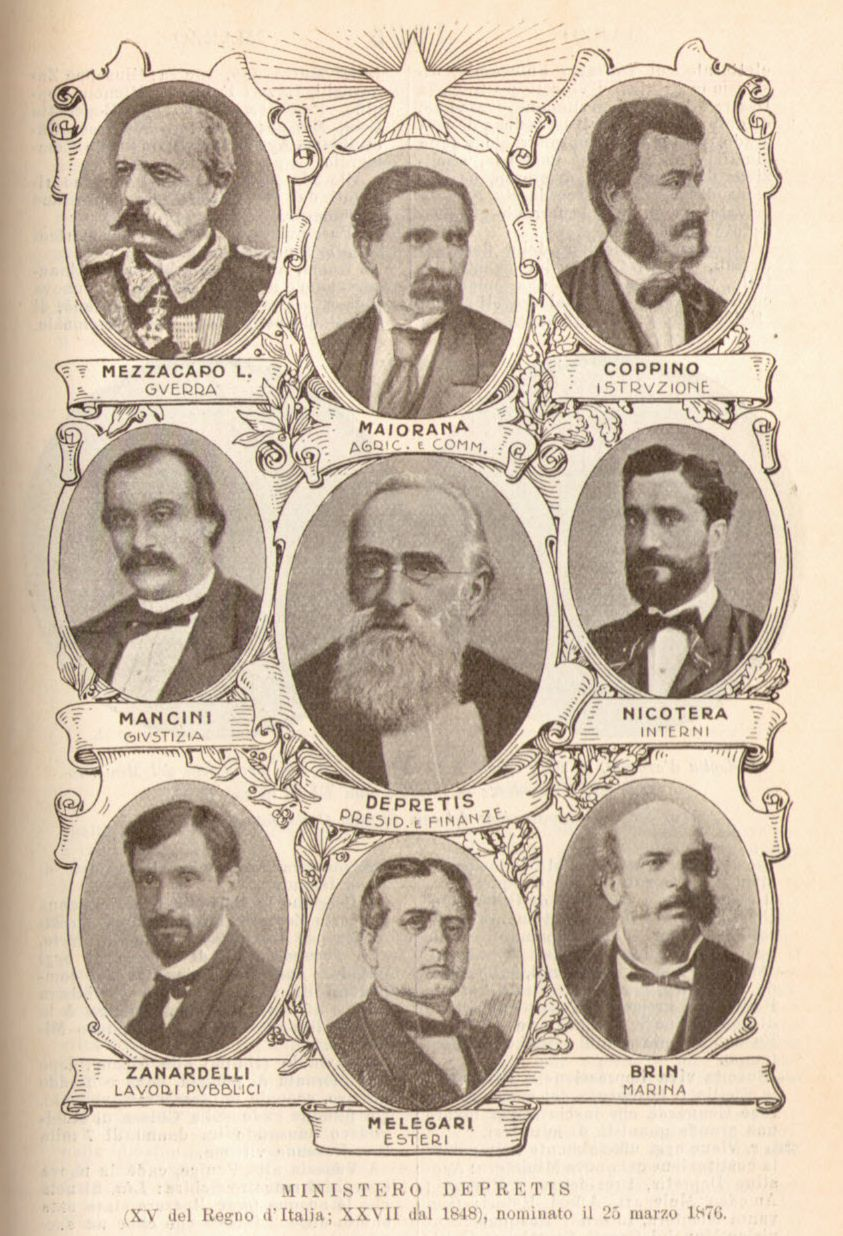
Primul cabinet Depretis

La 25 martie 1876 Depretis a depus jurământul ca prim-ministru; cabinetul său a fost primul care a fost compus doar din membri de stânga. Miniștri importanți au fost Giovanni Nicotera, Pasquale Stanislao Mancini, Michele Coppino, Giuseppe Zanardelli și Benedetto Brin.
Pentru a-și consolida poziția Depretis a cerut noi alegeri în noiembrie. Pentru prima dată stânga a câștigat alegerile, obținând aproape 70% din voturi și luând 414 din cele 508 locuri, dintre care 12 erau de extremă stângă. Spre deosebire de guvernele anterioare de dreapta, ai căror membri erau în mare parte aristocrați care reprezentau rentieri din nordul țării și aveau opinii politice moderate inclusiv loialitate față de coroană și cheltuieli guvernamentale reduse, guvernul de stânga reprezenta burghezia din sudul țării și a susținut impozitarea scăzută, secularismul, o politică externă puternică și locurile de muncă la stat.
Principala reformă propusă de guvern a fost cea școlară care și-a luat numele de la ministrul Coppino și a fost prezentată la 15 iulie 1877. Legea a introdus învățământul primar obligatoriu, laic și gratuit pentru copiii cu vârste între șase și nouă ani. Pe de altă parte, respectându-și promisiunile electorale, Depretis a ridicat scutirea minimă pentru impozitul pe averea mobilă de la 250 la 800 de lire, acordând deduceri mai mari pentru veniturile industriale. Important, deși nu foarte eficient, a fost decretul din 25 august 1876 care reglementa funcția de prim-ministru cu puterea de a limita puterea monarhică și a fi deasupra conflictului dintre miniștri.
Politica externă a primului său guvern a fost prudentă, asemănătoare cu cea a cabinetelor care o precedaseră. Politicile sale au creat critici din partea progresiștilor care pretindeau o abordare a Imperiului German pentru a lupta împotriva Franței. Această atitudine francofobă a crescut în mai 1877 când guvernul lui Albert de Broglie, favorabil pozițiilor clericale, a depus jurământul la Paris. Guvernul a trebuit însă să facă față atacurilor violente împotriva ministrului de Interne Nicotera care a fost considerat vinovat, potrivit unei părți a majorității, de abuzuri și ilegalități; incapabil să facă față crizei, Depretis a decis să demisioneze în decembrie 1877.
Regele i-a dat din nou lui Depretis sarcina de a forma un nou cabinet; a fost ultimul act politic al regelui care avea să moară după câteva luni. Depretis nu a reușit să oprească contrastele din interiorul Stângii. A fost criticat pentru că a desființat Ministerul Agriculturii, Industriei și Comerțului și a înființat Ministerul Trezoreriei pentru a obține un control mai mare asupra bugetului de stat. La 11 martie 1878 Depretis a demisionat din funcție când candidatul său a pierdut alegerile pentru a deveni președinte al Camerei Deputaților. Următorul cabinet a fost condus de un alt membru proeminent de stânga Benedetto Cairoli.

### Al doilea mandat
În noiembrie 1879 Depretis s-a alăturat cabinetului Cairoli ca ministru de interne. În aceeași perioadă o iritare generală a fost provocată de politica de mâini curate a lui Cairoli și a contelui Corti la Congresul de la Berlin, unde Italia nu a obținut nimic în timp ce Austro-Ungaria și-a asigurat un mandat european de ocupare a Bosniei și Herțegovinei. Câteva luni mai târziu încercarea lui Giovanni Passannante de a-l asasina pe regele Humbert I la Napoli la 12 decembrie 1878 a provocat căderea lui Cairoli.
Depretis a fost numit prim-ministru de către rege; cabinetul său era format din membri de stânga și de dreapta. La 24 iunie 1879 Senatul italian a aprobat cu modificări semnificative proiectul de lege privind eliminarea impozitului pe moară. Cu toate acestea la 3 iulie Camera a respins legea și a votat împotriva guvernului; al treilea cabinet al Depretis a trebuit, așadar, să demisioneze după doar șase luni de viață politică tulbure, iar următorul guvern a fost din nou condus de Cairoli, pe 14 iulie.

### Al treilea mandat

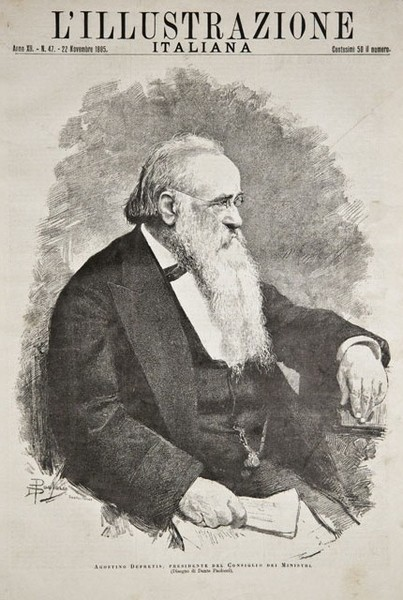
Agostino Depretis în 1885

În urma ocupației franceze a Tunisului la 11 mai 1881, din cauza indignării populare, Cairoli și-a dat demisia pentru a evita să facă declarații inoportune Camerei. Regele, după încercarea eșuată a lui Quintino Sella de a înființa un nou cabinet, l-a numit din nou pe Depretis prim-ministru.
La 20 mai 1882, Depretis a semnat Tripla Alianță, un acord militar secret între Italia, Germania și Austro-Ungaria pentru a se opune puterii Franței și Rusiei. Italia a căutat sprijin împotriva Franței, la scurt timp după ce a pierdut ambițiile nord-africane în fața francezilor. Fiecare membru a promis sprijin reciproc în cazul unui atac al oricărei alte mari puteri. Tratatul prevedea ca Germania și Austro-Ungaria să asiste Italia dacă aceasta este atacată de Franța fără provocare. La rândul său Italia ar ajuta Germania dacă ar fi atacată de Franța. În cazul unui război între Austro-Ungaria și Rusia, Italia a promis să rămână neutră.
În politica internă în anul 1882 a fost aprobată reforma electorală a cărui principal purtător de cuvânt Depretis devenise, iar la 22 ianuarie parlamentul a aprobat ceea ce prim-ministrul a numit „singurul vot universal posibil”. Aveau dreptul de vot toți bărbații în vârstă de cel puțin 21 de ani care au urmat cel puțin primii doi ani de școală elementară sau care au contribuit cu un impozit anual de cel puțin 19,80 lire. Vârsta de vot a fost redusă de la 25 la 21 de ani și obligația fiscală a scăzut de la 40 ₤ la 19,80 ₤, în timp ce bărbații cu trei ani de studii primare au fost scutiți de aceasta. Acest lucru a dus la creșterea numărului de alegători eligibili de la 621.896 (la alegerile din 1880) la 2.017.829. Sistemul electoral a fost modificat de la unul bazat pe circumscripții uninominale la unul bazat pe circumscripții mici multi-nominale, cu două-cinci locuri. Alegătorii au avut un număr egal de voturi cu numărul candidaților, cu excepția circumscripțiilor cu cinci locuri, în care au fost limitate la patru voturi. Pentru a fi ales în primul tur un candidat avea nevoie de majoritatea absolută a voturilor exprimate și să primească un număr de voturi echivalent cu cel puțin o optime din numărul alegătorilor înscriși. Dacă era necesar un al doilea tur, numărul candidaților care era eligibil era dublu față de numărul de locuri disponibile.
La alegerile generale din 1882 Stânga a devenit cea mai mare forță din Parlament, câștigând 289 din cele 508 locuri; Dreapta a ajuns pe locul al doilea cu 147 de locuri. Depretis a fost confirmat prim-ministru de către rege.
În timpul mandatului său lung, Depretis și-a remaniat cabinetul de patru ori, mai întâi dându-i afară pe Giuseppe Zanardelli și Alfredo Baccarini pentru a-i face compromis dreptei, iar ulterior dăruind portofolii lui Cesare Ricotti-Magnani, Robilant și altor conservatori - pentru a finaliza procesul politic cunoscut sub numele de Transformismo.
Depretis a completat, de asemenea, sistemul feroviar și a inițiat politica colonială prin ocuparea Massawa; dar, în același timp, a crescut impozitele indirecte, a corupt partidele parlamentare și, prin extravaganța în lucrări publice, a afectat stabilitatea finanțelor italiene. El a susținut că un vot mai larg ar oferi cetățenilor o demnitate morală și un simț al responsabilității.
În ciuda unei gute insistente, Depretis a rămas prim-ministru până la moartea sa. Din ce în ce mai des aduna guvernul în sufrageria casei sale, la Via Nazionale din Roma. Transferat la Stradella din cauza agravării bolii, a murit acolo la 29 iulie 1887 la 74 de ani. A fost înmormântat în cimitirul orașului natal. A fost înlocuit din fruntea stângii și din fruntea guvernului de Francesco Crispi.

## Ideologie și moștenire politică

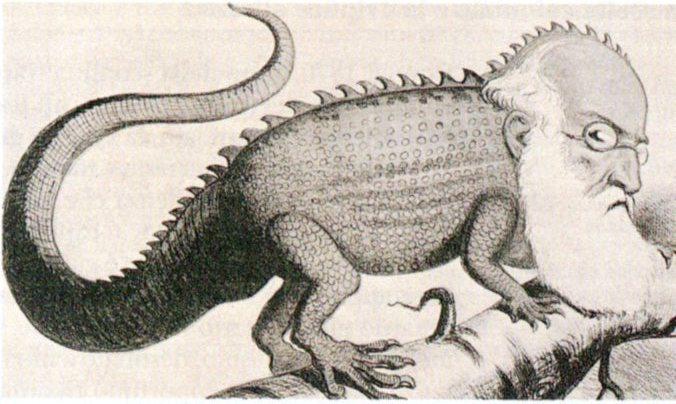
Un desen animat despre Depretis, acuzându-l că este un politician cameleonic

Depretis a fost fondatorul și principalul susținător al Trasformismo („Transformismul”) - o metodă de a forma o coaliție de guvernare centristă flexibilă care a izolat extremele de stânga și de dreapta. Procesul a fost inițiat în 1883 când s-a apropiat de dreapta și și-a remaniat guvernul pentru a include pe conservatorii lui Marco Minghetti. Aceasta a fost o mișcare pe care Depretis o luase în considerare cu ceva timp înainte de 1883. Scopul a fost asigurarea unui guvern stabil care să evite slăbirea instituțiilor prin orientări extreme alternative la stânga sau la dreapta. Depretis a considerat că un guvern sigur ar putea asigura calmul în Italia.
În acel moment politicienii din clasa de mijloc erau mai preocupați de a face înțelegeri între ei și mai puțin de filozofiile și principiile politice. S-au format mari coaliții, membrii fiind mituiți pentru a li se alătura. Liberalii, principalul grup politic, erau legați prin „acorduri de gentleman” informale, dar acestea au fost întotdeauna cu scopul de îmbogățire personală. Într-adevăr, guvernarea efectivă nu părea că se întâmplă deloc, dar, din moment ce doar 2 milioane de bărbați aveau drept de vot, majoritatea acești proprietari bogați nu trebuiau să se preocupe de lucruri precum îmbunătățirea vieților oamenilor pe care se presupunea că îi reprezentau democratic.
Cu toate acestea, trasformismul a dus la dezbateri că sistemul parlamentar italian era slab și că de fapt eșua; în cele din urmă a devenit asociat cu corupția. A fost perceput ca un sacrificiu al principiilor și politicilor pentru câștig pe termen scurt. Sistemul de trasformism a fost puțin iubit și părea să creeze un decalaj uriaș între Italia „legală” (parlamentară și politică) și Italia „reală” față de care politicienii au devenit din ce în ce mai izolați. Acest sistem nu aducea aproape niciun avantaj, analfabetismul a rămas la fel în 1912 ca înainte de epoca unificării (1848-1870), iar politicile economice înapoiate, combinate cu condițiile sanitare precare, au continuat să împiedice propășirea zonelor rurale ale țării.